# Cauza Emil Moise vs. Ministerul Învățământului
Cauza Emil Moise vs. Ministerul Invățământului sau Decizia CNCD 323/2006 este o decizie a Consiliului Național pentru Combaterea Discriminarii din România (CNCD) cu privire la afișarea simbolurilor religioase în școlile publice. Cazul a fost adus la CNCD de Emil Moise, un profesor și părinte din județul Buzău, care a declarat că afișarea publică a icoanelor ortodoxe în sălile de clasă constituie o încălcare a separării dintre biserică și de stat în România și discriminează împotriva celor atei, agnostici și non-religioși.
La 21 noiembrie 2006, CNCD a admis plângerea lui Moise, hotărând că Ministerul Educației, care operează școlile publice, trebuie „să respecte caracterul laic al statului” și că „simbolurile religioase trebuie să fie afișate doar în timpul lecțiilor de religie sau în zonele dedicate exclusiv educației religioase”. La data de 11 iunie 2008, Înalta Curte de Casație și Justiție a decis că prezența icoanelor în școli este legală, practic anulând decizia CNCD.

## Istoric
În 2005, Emil Moise (care se afirmă a fi creștin-ortodox) a chemat în instață Inspectoratul Școlar Județean Buzău din cauza prezenței icoanelor ortodoxe românești în școala fiicei sale, Liceul de Artă „Margareta Sterian” din Buzău. El a susținut că prezența acestor simboluri religioase într-o instituție de stat este o încălcare a libertăților de conștiință și religie, garantate prin constituția României. Tribunalul Buzău s-a pronunțat pe data de 27 martie 2005, prin Decizia 157 / 2005, că:
„Prin existența simbolurilor religioase pe pereții cancelariilor, holurilor și sălilor de clasă din invățământ nu sunt încalcate drepturile fundamentale la libertatea de conștiință, gândire și libertatea credințelor religioase, respectiv egalitatea în drepturi a elevilor si nu reprezintă o situație discriminatorie pentru fiica reclamantului, elevă la Liceul de Artă „Margareta Sterian” din Buzău, care frecventează orele de religie predate. Se reține că în cazul acestei unități de învățământ există o situație specială în raport cu celelalte școli de pe raza I.S.J. Buzău, întrucăt majoritatea icoanelor expuse în aceasta instituție sunt lucrări elaborate de elevii liceului sub îndrumarea profesorilor de specialitate, fiind considerate obiecte de artă”
În acest fel, Tribunalul Județean a respins plângerea lui Moise, susținând menținerea simbolurilor religioase în Liceul de Arta „Margareta Sterian”. Moise a făcut apel la Curtea de Apel Ploiești, care a confirmat decizia Tribunalului Județean de pe 20 iulie 2006.
În iulie 2006, Moise a depus o plângere la Consiliul Național pentru Combaterea Discriminării, susținând discriminarea pe criterii de religie în conformitate cu de legea anti-discriminare din 2000, și cerând îndepărtarea simbolurilor religioase din toate instituțiile de învățământ publice romanesti.
La 13 noiembrie 2006, un număr de organizații non-guvernamentale românești au trimis o scrisoare sprijinând plângerea lui Emil Moise la CNCD, print e care Asociația Pro Democrația, Societatea Culturala Noesis, Centrul Educația 2000 +, Centrul pentru Studii Internaționale, ACCEPT, Agenția de Monitorizare a Presei, Liga Pro Europa, Centrul de Resurse Juridice, Centrul pentru Jurnalism Independent și Solidaritatea pentru libertatea de conștiință. Analistul politic Cristian Pârvulescu, activista pentru drepturile omului Renate Weber și filiala română Indymedia au susținut, de asemenea, plângerea.
La data de 14 noiembrie 2006, Emil Moise a fost audiat la sediul CNCD din Bucuresti. La aceeași dată, secretarul de stat pentru Culte, Adrian Lemeni, a făcut, de asemenea, o prezentare la CNCD, cerând ca simbolurile religioase să fie menținute în școli. El a susținut că icoanele ortodoxe nu sunt un obiect de „venerare religioasă”, ci mai degrabă „un simbol al libertății, precum și un puternic simbol național, ele fiind considerate expresii ale patrimoniului spiritual și cultural ale României.” El a concluzionat prin a spune că:
„Simbolismul strict religios nu a avut un caracter determinant nici un moment, respectivele însemne neavând o destinație cultică, nefiind obiect al venerării din partea prezumtivilor credincioși. Ele au avut, după cum am arătat, o simbolistică legată de libertate, precum și o puternică simbolistică națională, fiind considerate expresii ale patrimoniului spiritual și cultural al României”

## Decizia
Decizia CNCD cu privire la plângerea lui Moise a fost făcută pe 21 noiembrie 2006. La această dată, CNCD a emis un comunicat de presă conținând decizia sa și precizând că o explicație mai completă va fi disponibilă în 15 zile, potrivit legii. Decizia prevede că:
„Ministerul Educației trebuie să elaboreze și să implementeze într-un interval rezonabil de timp un regulament intern care va reglementa prezența simbolurilor religioase în instituțiile de învățământ publice. Această normă internă trebuie să se bazeze pe următoarele principii:

- Trebuie să asigure dreptul la educație și accesul la cultură, pe baza de egalitate;
- Trebuie să respecte dreptul părinților de a asigura educația copiilor lor pe baza convingerilor lor religioase și filosofice;
- Trebuie să respecte caracterul laic al statului și autonomia de religii;
- Trebuie să asigure libertatea de religie, conștiință și convingeri a tuturor copiilor, pe bază de egalitate;
- Simbolurile religioase pot fi afișate în timpul orelor de educație religioasă și în zonele destinate exclusiv învățământului religios.”

Președintele CNCD, Csaba Ferenc Asztalos, a declarat că „[Prin această decizie], am recunoscut relația dintre stat și religii în România, nu am atins cu privire la recunoașterea istorică a contribuțiilor creștinismului la formarea poporului român. Acum, facem apel la stat, prin Ministerul Educației, să își asume responsabilitățile cu privire la ceea ce se întâmplă în școli, în acest sens”.

## Reacții
Decizia CNCD a provocat dezbateri publice pe scară largă cu privire la problema simbolurilor religioase din scolile publice, și, de asemenea, cu privire la rolul general al religiei în societatea românească.

### Emil Moise
Emil Moise a lăudat decizia CNCD de a admite plângerea sa, susținând că a fost „un rezultat extraordinar” în separarea dintre biserică și stat, și că „aceasta este ceea ce prevede legislația pentru combaterea discriminării”. De asemenea, el a declarat că, „Ministerul Educației are un singur lucru de făcut acum: să respecte recomandarea CNCD. În caz contrar, voi reveni la tribunal ... ”

### Guvernul
După hotărârea CNCD, Ministerul Educației și Cercetării a răspuns că „datorită caracterului special al deciziilor care trebuie luate”, se va trimite hotărârea Comisiei de educație a Parlamentului român pentru dezbatere. După decizia CNCD a fost pe deplin publicată, Ministerul a emis un comunicat declarând că nu va pune în aplicare decizia CNCD.

### Grupurile religioase
Patriarhia Bisericii Ortodoxe Române a emis un comunicat de presă pe 23 noiembrie 2006 a criticat decizia CNCD ca un atac la „libertatea de religie”. Comunicatul arată că „prezența simbolurilor religioase în școli nu este rezultatul unei impuneri, ci mai degrabă de dorința și consimțământul părinților, profesorilor și studenților, în conformitate cu valorile religioase și culturale pe care le împart. Prin urmare, o decizie de a exclude [aceste simboluri] ar reprezenta o măsură brutală și nejustificată de imobilizare libertății religioase, contrară principiilor democratice europene. O astfel de decizie ar conduce la discriminarea de românilor credincioși”.
În plus, purtătorul de cuvânt al Bisericii Ortodoxe, Constantin Stoica, a declarat că problema simbolurilor religioase în școli ar trebui să fie rezolvate de către comunitățile locale și să nu fie reglementată „nici de Biserică, nici Ministerul Educației, nici de CNCD”. De asemenea, el a declarat că „la fel ca majoritatea trebuie să respecte drepturile minorităților, minoritățile trebuie să respecte, de asemenea, drepturile majorității”.
Alte grupuri religioase au criticat, de asemenea, decizia CNCD. Arhiepiscopia Romano-Catolică din București a caracterizat decizia ca fiind „abuzivă și discriminatorie” și merge împotriva „sensibilităților și libertăților religioase ale poporului român”. Biserica Ortodoxă Armeană din România consideră decizia drept o atitudine nihilistă, și a declarat că în timp ce „Emil Moise se dorește a fi un apărător al drepturilor copiilor atei ... dar ateii sunt indiferenți și neutri cu privire la simbolurile divinității”.
Yusuf Murat, muftiul comunității islamice din România s-a opus deciziei, spunând că România a fost un exemplu de toleranță religioasă și de co-existență, și că o astfel de lege este, prin urmare, inutilă. El a declarat că comunitatea musulmană a trăit „mai mult de opt secole pe aceste meleaguri” și „niciodată existența altor simboluri religioase în instituțiile publice nu nea deranjat și nu ne deranjează acum”.
Vorbind în numele comunității evreiești, Aurel Vainer, care reprezintă Federația Comunităților Evreiești din România în Parlamentul European, a remarcat că „poporul român este în mare parte, un popor creștin” și a caracterizat dezbaterea drept „fără nici un scop în țara noastră”. El a descris prezența icoanelor ca fiind „un drept câștigat de creștini din România” și nu a văzut nici un obstacol pentru a afișarea lor în continuare în școli.

### Petiția Civic Media
La data de 22 noiembrie 2006, o petiție on-line a fost inițiat de Civic Media, un ONG din domeniul jurnalismui, cu scopul de a anula decizia CNCD. Petiția a declarat că decizia a fost „antieuropeană”, „antireligioasă” și „discriminatorie” față de majoritatea ortodoxă din România. Sunt citată, de asemenea, hotărâri judecătorești din Italia și Grecia unde s-a admis dreptul școlilor publice de a afișa simboluri creștine, cum ar fi cruci. Petiția a fost semnată de peste 3000 de oameni.
Petiția a fost, de asemenea, susținută de aproximativ 150 de organizații cum ar fi Altermedia, Asociația Română pentru Patrimoniu sau de Asociația ROST. Au fost, de asemenea, un număr de semnatari de marcă: de exemplu, petiția a fost semnată de scriitorul Valentin Hossu-Longin, sapte membri ai Academiei Române (Dan Berindei, Virgil Cândea, Florin Constantiniu, Augustin Buzura, Mariana Nicolesco, Dinu C. Giurescu, Constantin Balaceanu-Stolnici), președintele Partidului Initiativa Nationala, Cozmin Gușă, și aripa de tineret a Partidului Popular Creștin-Democrat. Două sindicate majorere ale profesorilor (Federația Educației Naționale și Uniundea Spiru Haret Uniunii) și trei importante organizatii mass-media au aprobat de asemnea petiția.
Mass-media civică, de asemenea, au declarat că va ataca decizia CNCD in instanta. [26]

## Anularea deciziei CNCD
La data de 11 iunie 2008, Înalta Curte de Casație și Justiție a decis că prezența icoanelor în școli este legală, efectiv anulând decizia CNCD.
Hotărârea a fost confirmată mai târziu într-o cauză separată adusă în fața Curții de către un alt ONG, „Pro-Vita”.